# Jean Dax
Pour les articles homonymes, voir Dax (homonymie).
Gontran-Théodore-Louis-Henri Willar, connu sous le nom de scène Jean Dax (né le 17 septembre 1879 à Paris 10e et mort le 6 juin 1962 à Paris 18e) est un acteur français de théâtre et de cinéma de la période du cinéma muet, qui resta encore actif dans les années 1930, au début du parlant.

## Vie privée
Jean Dax a été marié à la cantatrice Jeanne Sauvage du 10 octobre 1924 au 24 mars 1940.

## Théâtre
- 1902 : Le Détour d'Henri Bernstein, théâtre du Gymnase
- 1905 : L'Âge d'aimer de Pierre Wolff, théâtre du Gymnase
- 1906 : Mademoiselle Josette, ma femme de Robert Charvay et Paul Gavault, théâtre du Gymnase
- 1908 : Le Scandale de Monte-Carlo de Sacha Guitry, théâtre du Gymnase
- 1908 : Le Passe-partout de Georges Thurner, théâtre du Gymnase
- 1909 : Suzette d'Eugène Brieux, théâtre du Vaudeville
- 1909 : La Maison de danses de Fernand Nozière et Charles Muller d'après Paul Reboux, théâtre du Vaudeville
- 1911 : Le Tribun de Paul Bourget, théâtre du Vaudeville
- 1912 : Bel-Ami, de Fernand Nozière d'après Guy de Maupassant, rôle de Georges Duroy, Théâtre du Vaudeville, 23 février
- 1912 : On naît esclave de Tristan Bernard et Jean Schlumberger, théâtre du Vaudeville
- 1913 :  L'Institut de beauté, comédie en trois actes, d'Alfred Capus, théâtre des Variétés
- 1922 : Le Reflet de Pierre Frondaie, théâtre Fémina
- 1924 : Après l'amour de Pierre Wolff et Henri Duvernois, théâtre du Vaudeville
- 1938 : Le Valet maître de Léopold Marchand, mise en scène Pierre Fresnay, théâtre de la Michodière
- 1939 : Fascicule noir de Louis Verneuil, théâtre des Célestins puis  théâtre des Bouffes-Parisiens

## Filmographie

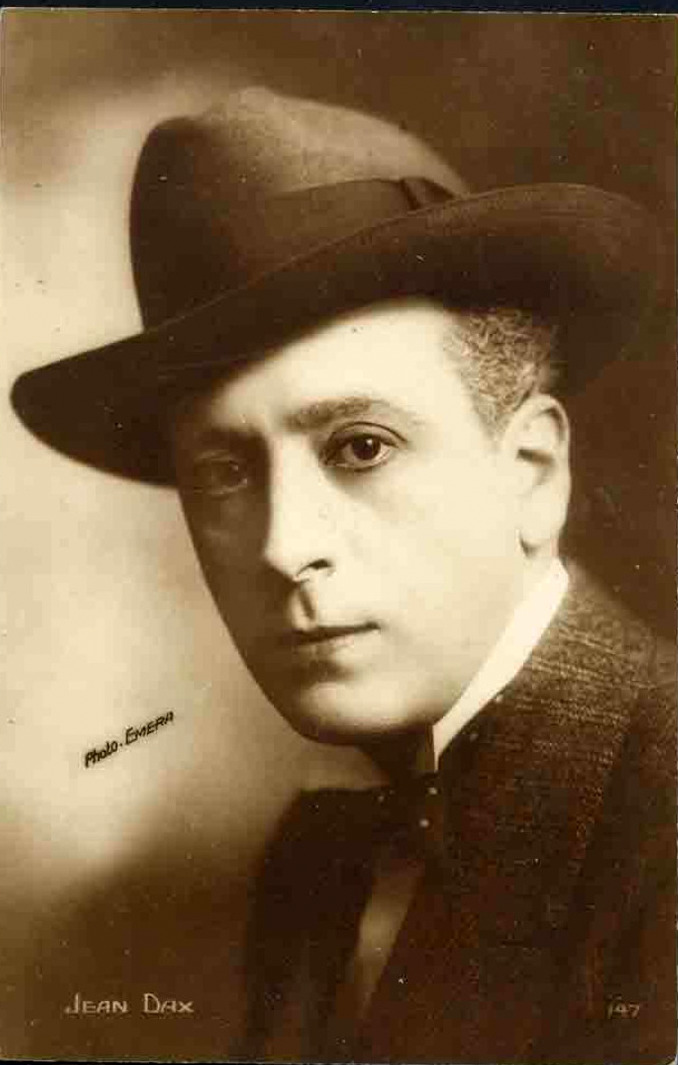

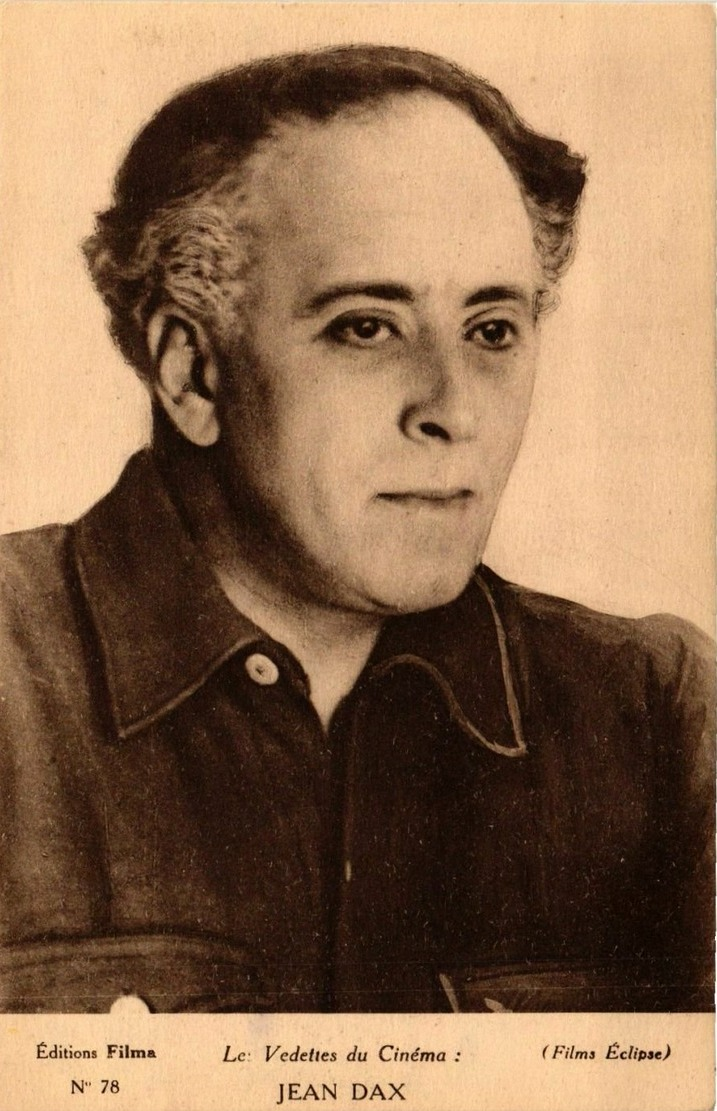

### Années 1910
- 1909 : L'Épi d'André Calmettes
- 1909 : Le Luthier de Crémone d'André Calmettes
- 1909 : L'Arrestation de la duchesse de Berry (production Pathé)
- 1910 : Ferragus d'André Calmettes
- 1910 : Fâcheuse Méprise, d'Albert Capellani
- 1911 : L'Abîme de Georges Denola
- 1911 : L'Épouvante (ou Le Coucher d'une étoile) d'Albert Capellani
- 1911 : Cadoudal de Gérard Bourgeois
- 1911 : Notre Dame de Paris d'Albert Capellani
- 1912 : La Folle de Penmarch de Georges Denola
- 1912 : Méprise fatale de Gérard Bourgeois
- 1912 : La Grotte des supplices d'Alfred Machin
- 1913 : Le Roi du bagne de René Leprince
- 1913 : Le Nabab d'Albert Capellani
- 1913 : Une brute humaine de Camille de Morlhon
- 1913 : La Comtesse noire de Ferdinand Zecca et René Leprince
- 1913 : L'Escarpolette tragique de Camille de Morlhon
- 1913 : La Fleuriste de Tonesco de Camille de Morlhon
- 1913 : Le Dévouement (production Pathé)
- 1913 : L'Infamie d'un autre de Camille de Morlhon
- 1913 : Sacrifice surhumain de Camille de Morlhon
- 1913 : Le Secret de l'orpheline de Camille de Morlhon
- 1914 : Dévouement fraternel de René Leprince
- 1914 : Le Lion qui tue de Vanyll
- 1914 : La Jolie Bretonne de René Leprince
- 1914 : Le Pont fatal d'Henri Andréani
- 1914 : Tempête d'amour de René Leprince
- 1915 : Sacrifice fraternel de René Leprince
- 1915 : Plus que reine de René Leprince

### Années 1920
- 1920 : La Rafale de Jacques de Baroncelli
- 1920 : Le Lys du Mont Saint-Michel d'Henri Houry et J. Sheffer
- 1920 : Le Lys rouge de Charles Maudru
- 1920 : Près des cimes de Charles Maudru
- 1921 : L'Assommoir de Charles Maudru et Maurice de Marsan
- 1921 : Son crime d'Albert Dieudonné
- 1922 : La Nuit de la Saint-Jean de Robert Saidreau
- 1923 : Le Roi de Paris de Charles Maudru
- 1923 : La Folie du doute de René Leprince
- 1924 : La Chevauchée blanche d'Émile-Bernard Donatien
- 1924 : La Bataille d'Édouard-Émile Violet
- 1924 : Monsieur le directeur de Robert Saidreau
- 1925 : La Closerie des genêts d'André Liabel
- 1925 : Les Dévoyés de Henri Vorins
- 1927 : Éducation de prince de Henri Diamant-Berger
- 1928 : L'Équipage de Maurice Tourneur
- 1928 : Les Fugitifs de Hanns Schwarz
- 1928 : La Tentation d'Albert-Francis Bertoni
- 1928 : Le Rouge et le Noir (Der geheime Kurier) de Gennaro Righelli
- 1929 : Maman Colibri de Julien Duvivier
- 1929 : Die Liebe der Brüder Rott d'Erich Waschneck

### Années 1930
- 1930 : Accusée, levez-vous ! de Maurice Tourneur
- 1931 : La Bataille d'Édouard-Émile Violet
- 1931 : Le congrès s'amuse de Jean Boyer et Erik Charell
- 1931 : Gloria de Hans Behrendt et Yvan Noé
- 1932 : Ariane, jeune fille russe de Paul Czinner
- 1932 : Au nom de la loi de Maurice Tourneur
- 1932 : Kiki de Carl Lamac et Pierre Billon
- 1932 : Monsieur, Madame et Bibi de Jean Boyer et Max Neufeld
- 1932 : Plaisirs de Paris d'Edmond T. Gréville
- 1932 : Les Vignes du Seigneur de  René Hervil : Hubert Martin
- 1932 : Une nuit à Monte-Carlo, court métrage de Robert Land
- 1933 : Baby de Carl Lamac et Pierre Billon
- 1933 : Charlemagne de Pierre Colombier : le baron
- 1933 : Iris perdue et retrouvée de Louis Gasnier
- 1934 : L'Oncle de Pékin de Jacques Darmont
- 1934 : Le Petit Jacques de Gaston Roudès
- 1934 : La Reine de Biarritz de Jean Toulout
- 1934 : Le Voyage imprévu de Jean de Limur
- 1935 : Jim la Houlette d'André Berthomieu
- 1935 : La Marraine de Charley de Pierre Colombier
- 1935 : La Rose effeuillée de Georges Pallu
- 1935 : Port Arthur de Nicolas Farkas
- 1935 : Cinquième au d'ssus, moyen métrage de Jacques Daroy
- 1936 : Une femme qui se partage de Maurice Cammage
- 1936 : Femmes de Bernard Roland
- 1936 : Le Grand Refrain d'Yves Mirande
- 1936 : Les Grands de Félix Gandéra et Robert Bibal
- 1936 : Une gueule en or de Pierre Colombier
- 1936 : Un mauvais garçon de Jean Boyer
- 1936 : Mayerling d'Anatol Litvak
- 1936 : La Peau d'un autre de René Pujol
- 1937 : La Fille de la Madelon de Georges Pallu et Jean Mugeli
- 1938 : Ceux de demain d'Adelqui Millar et Georges Pallu
- 1938 : Mon curé chez les riches de Jean Boyer
- 1938 : Une de la cavalerie de Maurice Cammage
- 1939 : Les Cinq Sous de Lavarède de Maurice Cammage